# Nordwestdeutsche Morgen-Zeitung
Die
Nordwestdeutsche Morgen-Zeitung (NMZ) war im Kaiserreich eine deutsche Tageszeitung für das Großherzogtum Oldenburg mit Schwerpunkt im Raum Oldenburg und Ostfriesland. Unter diesem Titel erschien sie von 1905 bis 1913. Ihre Vorläufer gehen auf das Jahr 1814 zurück. Gegründet wurde die Zeitung 1891 als General-Anzeiger für Oldenburg, Ostfriesland und Wilhelmshaven und wurde 1905 umbenannt. Sie war zunächst nominell parteilos, orientierte sich aber an der bürgerlichen liberalen Mitte. In den Jahren bis zum Ersten Weltkrieg schwenkte sie zunehmend nach rechts und bezeichnete sich als national. Redaktion, Verlag und Druckerei des General-Anzeigers befanden sich in Oldenburg in der Ritterstraße 2–6 (Verlag Gerhard Stalling), nach dem Eigentümerwechsel 1905 bis zur Schließung 1913 in Bahnhofsnähe in der Kaiserstraße 10.

## Verbreitung
Das Blatt hatte seinen Schwerpunkt im nördlichen Großherzogtum Oldenburg in der Stadt Oldenburg und den angrenzenden ländlichen Gebieten. Ein zweiter Regionalschwerpunkt war das historisch und kulturell andersartige Ostfriesland, für das ab September 1905 die Nebenausgabe Morgenzeitung für Wilhelmshaven und das Amt Rüstringen in Wilhelmshaven, einer nicht zum Großherzogtum, sondern zu Preußen gehörenden Enklave, erschien. Allerdings wurde die Nebenausgabe 1906 vorübergehend eingestellt und erschien erst 1911 bis 1913 wieder. Per Post konnte die Zeitung auch im Süden des Landes bezogen werden, wo kleinere Lokalzeitungen vorherrschten.

## Inhalt und Gestaltung

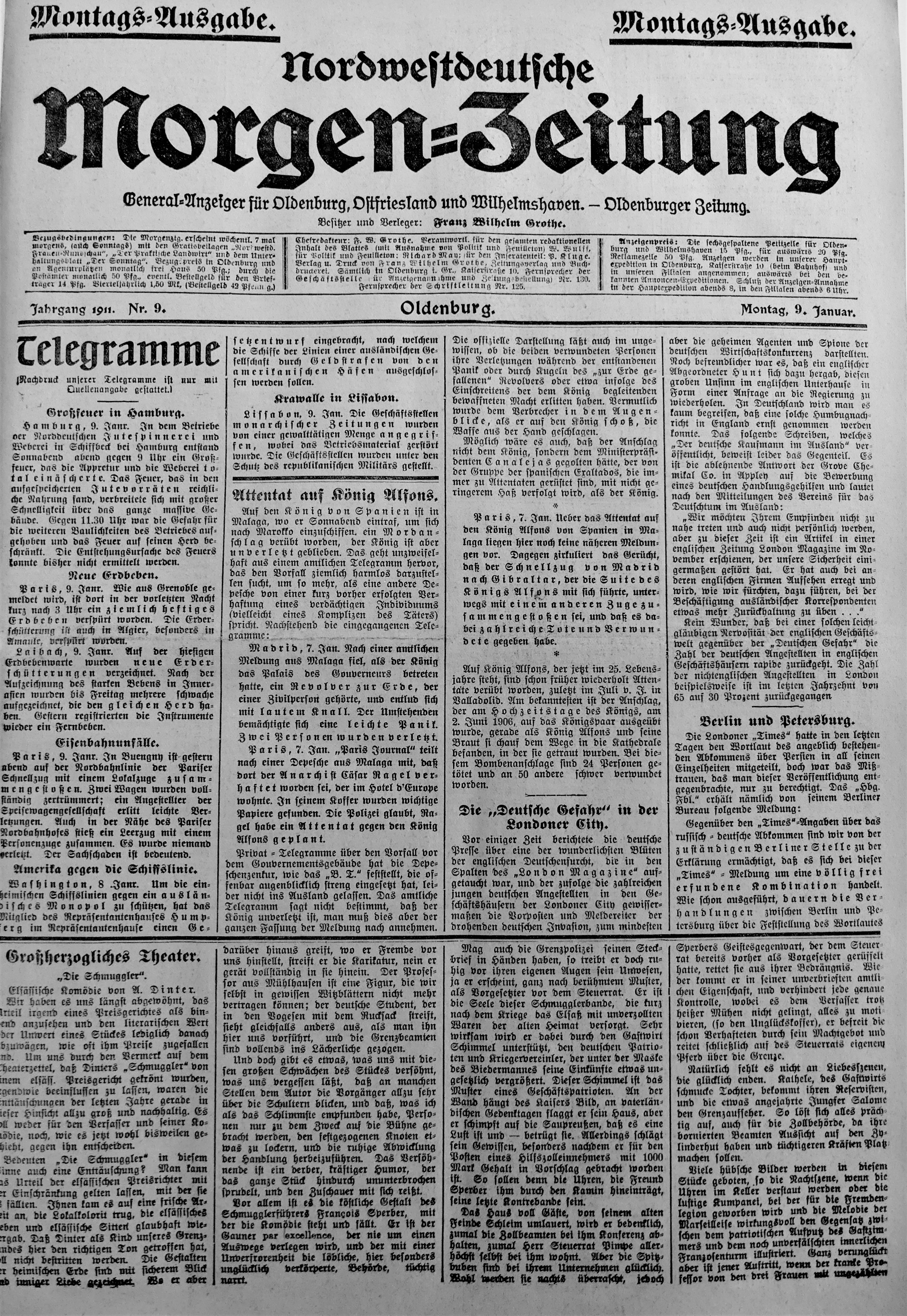
Titelseite der Nordwestdeutschen Morgen-Zeitung (Hauptausgabe Oldenburg) Nr. 9 vom Montag, 9. Januar 1911

Die Nordwestdeutsche Morgen-Zeitung war um 1910 eine typische Regionalzeitung mit bürgerlichem Charakter, gemäßigter politischer Haltung, relativ viel Regional- und Lokalnachrichten und einem Anzeigenteil, der bis zu einem Viertel des Umfangs ausmachte. Sie erschien morgens an sieben Tagen der Woche, meist mit acht vierspaltig gesetzten Seiten. An Tagen mit Beilagen oder bei erhöhtem Anzeigenaufkommen waren es 12 oder 16 Seiten.
Eine typische Ausgabe begann auf der ersten Seite mit internationalen und nationalen politischen Kurznachrichten und einem oder zwei politischen Leitartikeln als Meinungsbeiträgen, teilweise auch mit einem Feuilleton-Beitrag am Seitenfuß („unterm Strich“). Darauf folgten Nachrichten „Aus dem Großherzogtum Oldenburg“, Wirtschafts- und Handelsteil mit einer Börsenübersicht, dann Sport und Vermischtes; Anzeigen wurde vorwiegend im hinteren Teil platziert. Das Konzept wiederholte sich bei umfangreicheren Ausgaben im ersten, seltener im zweiten „Beiblatt“. Dann folgte eine zwei- oder vierseitige Beilage.

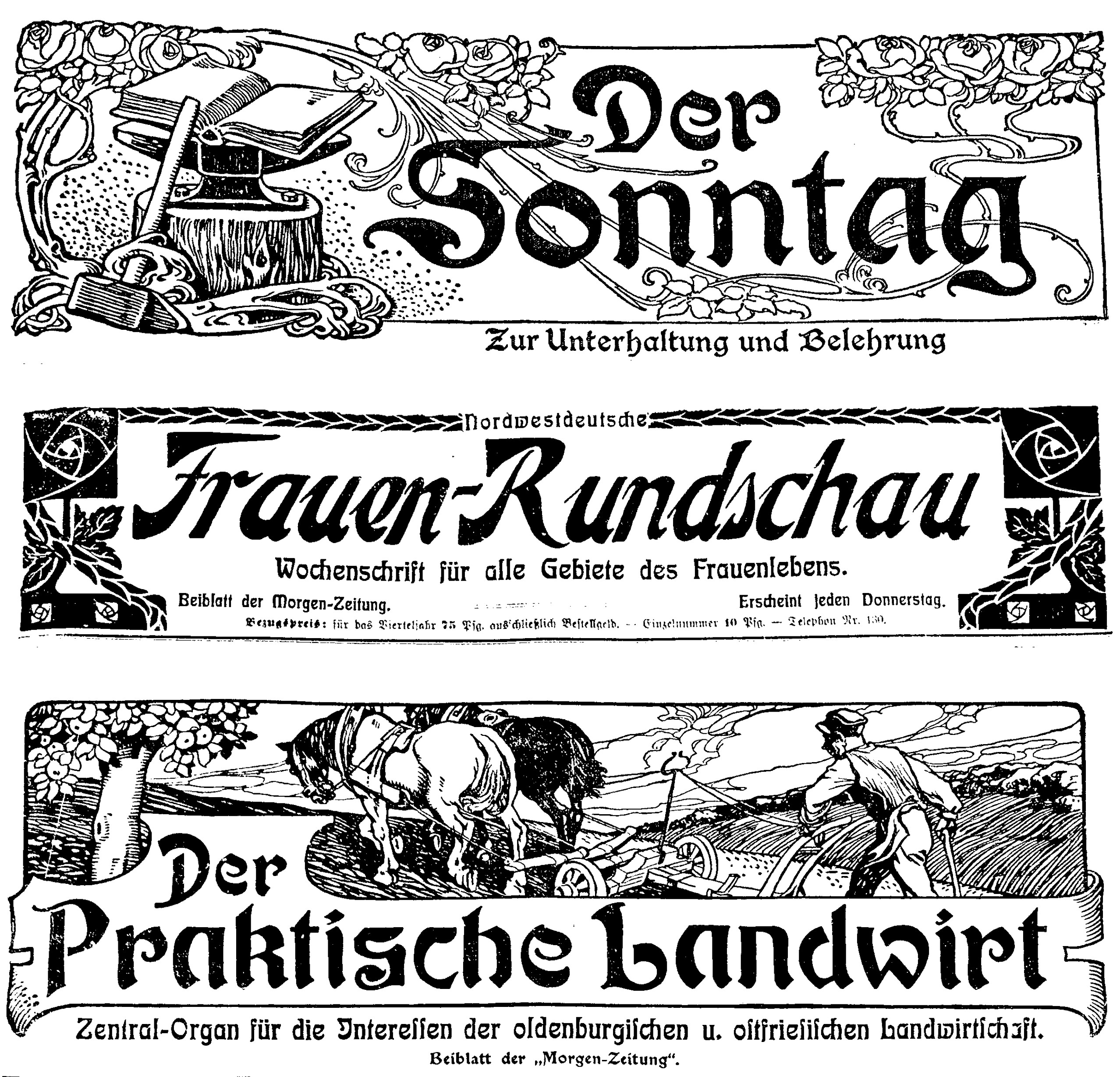
Titelköpfe der Zeitungsbeilagen Der Sonntag, Frauen-Rundschau und Der Praktische Landwirt der Nordwestdeutschen Morgen-Zeitung (1905–1913)

Die Zeitung erschien ab 1905 mit zwei Beilagen. Zum Wochenende wurde sie mit der Familien- und Kulturbeilage Der Sonntag. Zur Unterhaltung und Belehrung – Literarische Beilage ausgeliefert. Die Beilage erschien bis 1913. Die zweite Beilage hieß Der praktische Landwirt – Zentral-Organ für die Interessen der oldenburgischen und ostfriesischen Landwirtschaft. Verantwortlicher Redakteur und Herausgeber war der Direktor der oldenburgischen Landwirtschaftlichen Winterschule in Oldenburg, welche von der Landwirtschaftskammer Oldenburg getragen wurde und politisch vom Interessenverband Bund der Landwirte beeinflusst wurde. Die Beilage erschien bis 1913. Ab April 1909 kam donnerstags alle zwei Wochen die Nordwestdeutsche Frauen-Rundschau – Halbmonatsschrift für alle Gebiete des Frauenlebens hinzu. Nachdem sie wöchentlich erschien, hieß der Untertitel Wochenschrift für alle Gebiete des Frauenlebens. Die Beilage wurde von der Ehefrau des Herausgebers, Wally Grothe, als Redakteurin betreut. Sie erschien bis 1913.

## Mitarbeiter
Zu den Redakteuren gehörten u. a. (ungefähre Zeitangaben, Fundstellen) Max Zwickert, 1895; Hans Biermann, 1902; Paul Claus, 1902; Franz Wilhelm Grothe, 1902–1911; Gustav Schmidt, 1905–1906; Peter Schwuchow, 1905–1906; Hermann Jatzke, 1905; Heinrich Greter, 1905; Richard Mamroth, 1908; R. Schiering, 1907; Arthur Ploch, 1906–1910; Walther Wulff, 1910–1911; Richard May, 1910–1911; Alois Nießner; R. Widmann, 1912

## Geschichte
Die Nordwestdeutsche Morgen-Zeitung erschien bis zu ihrer Einstellung 1913 mit den Untertiteln General-Anzeiger für Oldenburg, Ostfriesland, Wilhelmshaven sowie Oldenburger Zeitung. Dies gibt bereits Hinweise auf die Titelhistorie. Direkte Vorläuferin war der 1891 gegründete General-Anzeiger für Oldenburg und Ostfriesland, der 1905 nach Eigentümerwechsel umbenannt wurde. Die Oldenburger Zeitung war bereits 1893 eingestellt worden, aber die Titelrechte wurden im Kopf mitgeführt, nicht zuletzt, um mit Bezug auf ihre Vorläufer die Jahrgänge ab 1814 zählen zu können. Die NMZ behauptete entsprechend, die älteste Zeitung der Region zu sein. Das wurde ihr allerdings in einem durch einen Rechtsstreit mit der Konkurrenzzeitung Nachrichten für Stadt und Land ausgelösten Urteil des Landgerichts Oldenburg vom 19. März 1907 und des Oberlandesgerichts Oldenburg vom 6. Juli 1907 auf Grund des Gesetzes gegen den unlauteren Wettbewerb untersagt; sie habe kein Recht, sich die früheren Jahrgänge der Oldenburger Zeitung oder des General-Anzeigers anzurechnen. Nach heutiger Praxis wäre ein solcher historischer Bezug durch Titelfolge, Verlagsübernahmen u. a. allerdings akzeptabel.

### Verlage Gerhard Stalling und Hermann Streich (1814–1905)
Der Verlag Gerhard Stalling war von 1789 bis 1983 eines der wichtigsten Verlags-, Buchdruck- und Papierunternehmen in Oldenburg. Aus seiner Druckerei erschienen bereits 1813–1815 die ersten Zeitungen; Auftraggeber und Herausgeber war die Großherzogliche Öffentliche Bibliothek. Als offiziöse, halb regierungsamtliche Zeitung unter enger Staatsaufsicht wurde bei Stalling ab 1814 die Oldenburgische Zeitung zwei bis drei Mal die Woche gedruckt. Daraus wurde nach kurzer Unterbrechung 1848 die Oldenburger Zeitung – Landes-Zeitung für die Interessen des Großherzogtums. Sie entwickelte sich mit schrittweiser Steigerung der Erscheinungsweise zur Tageszeitung. Laut der Unternehmenschronik von Franz Bucholtz (1889) ging die staatlich kontrollierte Zeitung erst 1843 in den Verlag der Firma Stalling über. Allerdings hatte Stalling wenig Interesse an der journalistischen Arbeit, so beschränkte sich Stalling auf die technische Herstellung des Blatts und vergab die Redaktion nach außen.
Jahrzehntelang war die Oldenburger Zeitung bei gebildeten und wohlhabenden Kreisen das Ton angebende Blatt, zumal es sich vom Charakter eines offiziösen Blattes löste und sich liberal verortete. Es verpasste aber, sich zu modernisieren, an neue Leser- und Anzeigenmärkte anzupassen und neue Leserkreise zu erschließen. Die Lücke wurde vom konkurrierenden Verlag Scharf ausgenutzt. Er etablierte ab 1866 die Nachrichten für Stadt und Land : Oldenburger Zeitung für Volk und Heimat. Dies wurde jahrzehntelang der Hauptrivale. Nach einem Relaunch 1891 näherten sich die Nachrichten dem am breiteren Publikum orientierten Zeitungstyp General-Anzeiger, der in ganz Deutschland populär wurde. Das setzte die Oldenburger Zeitung unter Zugzwang. Deren externer Chefredakteur Hermann Streich entschloss sich 1891, neben seiner Hauptaufgabe eine Zeitung des General-Anzeiger-Typs zu gründen. Im Juni 1891 erschien die Probenummer seiner Zeitung General-Anzeiger für Oldenburg, Ostfriesland und Wilhelmshaven – Unparteiische Zeitung für Jedermann. Ab 2. Juli 1891 erschien sie regulär dreimal die Woche. Sie wurde bei Stalling gedruckt. Schon zwei Jahre später, 1893, übernahm Stalling Streichs Verlag, stellte die Oldenburger Zeitung als selbstständigen Titel zum 30. März 1893 ein, vereinigte die Titel, überführte die OZ-Mitarbeiter in den General-Anzeiger und steigerte die Erscheinungsfrequenz ab Dezember 1893 auf sechs Ausgaben pro Woche.
Unternehmenshistoriker Eugen Roth erläuterte in einer Stalling-Firmenchronik (1939), Streich „bemühte sich, im General-Anzeiger – es war die Zeit, da eine Generalanzeigerwelle durch ganz Deutschland ging – ein billiges, illustriertes Blatt neuer Richtung zu schaffen“. Streich sei aber gescheitert, da der örtliche Pressemarkt zu eng besetzt war. „Er drang nicht durch; nach zwei Jahren verkaufte er ihn an Stalling, seinen Drucker. Zwei Zeitungen nebeneinander, die übrigen Blätter gar nicht berücksichtigt, konnten nicht bestehen. Stalling ließ die Oldenburgische Zeitung [falscher Titel, gemeint: Oldenburger Zeitung] eingehen und warf seine ganze Kraft auf den General-Anzeiger, der von 1893 an täglich erschien.“
Stalling sah sich nicht vorrangig als regionaler Zeitungsverlag, sondern als national tätiger Buchverlag. Nach einem Generationswechsel entschieden sich die Eigentümer, den General-Anzeiger zu verkaufen. Er wurde 1905 an ein neugegründetes Unternehmen verkauft, die Nordwestdeutsche Zeitungsverlag GmbH.

### Nordwestdeutscher Zeitungsverlag (1905–1911)
Ab 7. September 1905 erschien die Zeitung im neuen Verlag mit neuem Titel Nordwestdeutsche Morgen-Zeitung, und zwar nicht nur sechs Mal, sondern sieben Mal pro Woche, und nun morgens statt mittags, was den Titelwechsel erklärt. Allerdings war die Zustellung als Morgenzeitung nur in der Stadt praktikabel; deswegen wurde neben der Stadtausgabe jeweils am Abend zuvor eine Teilauflage für das Land gedruckt, die per Eisenbahn versandt wurde und entsprechend weniger aktuell war. Das Gründungsteam, das aus dem General-Anzeiger kam, bestand aus dem Kaufmann G. Schmidt (Geschäftsführer, Verlagsdirektor), Chefredakteur Peter Schwuchow, Hermann Jatzke (Handelsredakteur) und Heinrich Greter (Lokales).
Offenbar gelang die Übernahme des General-Anzeigers mit Unterstützung des größten deutschen Generalanzeiger-Verlagskonzerns August Huck, der das Blatt auf diese Weise an seine Zeitungskette und seine zentralen Dienstleistungen band. Die Details sind allerdings unsicher. Laut einer Zeitungsmeldung, die zur Aufgabe des Titels 1913 erschien, wurde die NMZ von der Huck-Kette 1905 „gegründet“. Laut Peter de Mendelssohn (1959) „gehörte“ die Zeitung nach 1910 zum Huck-Konzern. Die informelle Kooperation mit dem Huck-Konzern erklärt, warum weder Huck noch andere disruptive Generalanzeiger-Unternehmer mit eigenen Neugründungen auf den Oldenburger Pressemarkt drängten, wie es in vielen Provinzstädten geschah. So behaupteten sich die älteren bürgerlichen Zeitungen und näherten sich selbst dem neuen Zeitungsmodell an.

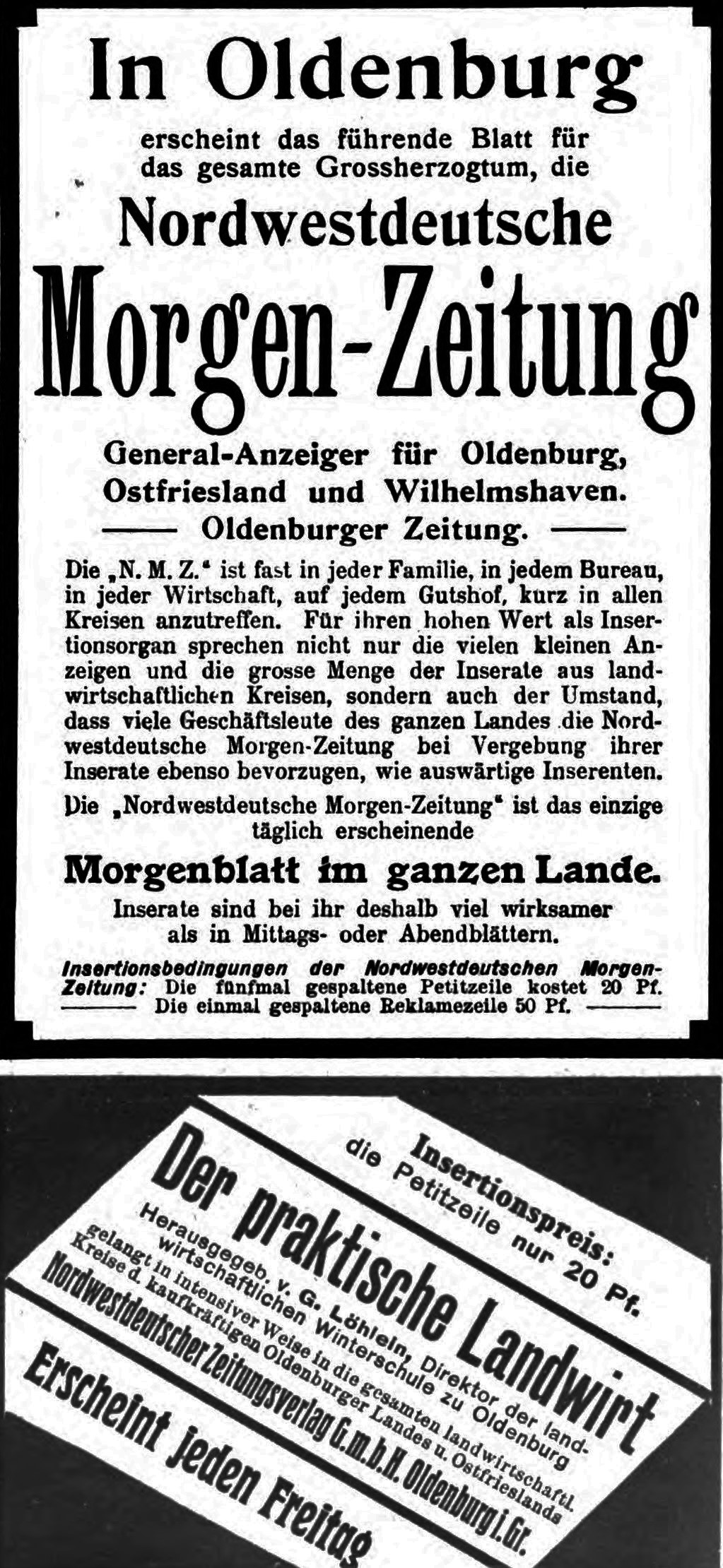
Werbeinserat der Nordwestdeutschen Morgen-Zeitung aus Oldenburg im Zeitungskatalog (1909) der Annoncen-Expedition Rudolf Mosse / ALA Anzeigen-AG, Berlin

NMZ und Nachrichten konkurrierten sehr hart um Leser, Abonnenten und Anzeigenkunden. Sie lieferten sich 1906–1907 einen andauernden öffentlichen Schlagabtausch und zogen gegeneinander vor Gericht. Die NMZ betrieb aggressives Marketing. Sie behauptete vielfach im eigenen Blatt, in Inserentenkatalogen und auf Plakaten an Bahnhöfen mit ihrer angeblich im Großherzogtum führenden Stellung vor den Nachrichten und „höchsten Auflage aller Oldenburger Blätter“. Sie gab eine Auflage von 21.000 Exemplaren (1906) und 17.000 Abonnenten (1905) an. Diese Zahlen waren offenbar so massiv übertrieben, dass Nachrichten-Chefredakteur Wilhelm von Busch sie öffentlich anprangerte und der Verlag Scharf juristisch dagegen vorging und sogar die NMZ bewusst zu Gerichtsklagen provozierte, damit gerichtlich Zeugen unter Eid vernommen werden konnten und die wahren Zahlen gerichtlich festgestellt wurden. Er beschuldigte den NMZ-Verlag „übertriebenster Angaben über seinen Erfolg“, „ungeheurer Reklame“ und „rücksichtslosester Abonnentenjägerei“. Der Scharf-Verlag erklärte, die NMZ-Auflage sei 1906 auf 8000 Exemplare „ganz gewaltig zurückgegangen“. Die NMZ reichte Unterlassungsklage und Klage wegen unlauteren Wettbewerbs ein, zog aber unter Übernahme der Gerichtskosten zurück, was die Nachrichten als Eingeständnis werteten. Sie selbst ließen sich für 1906 eine Auflage von 17.000 Exemplaren und 16.000 Abonnenten beglaubigen. Damit konnte die NMZ nicht mithalten.
Im Januar 1908 wurde Franz Wilhelm Grothe, der früher verantwortlicher Lokalredakteur der konkurrierenden Nachrichten war, Mitinhaber und Geschäftsführer der GmbH. Auch ihm gelang es nicht, die Zeitung in wirtschaftlich gesundes Fahrwasser zu bringen. Im Januar 1909 verdichteten sich Gerüchte, dass Grothe seine bisher liberale Zeitung an die rechts stehende Interessenvereinigung Bund der Landwirte, die „Agrarier“, verkaufen wolle. Dies kochte im Kontext einer großen öffentlichen Auseinandersetzung um eine mögliche Fusion der oldenburgischen Stadtverbände der Nationalliberalen Partei und Freisinnigen Volkspartei hoch und wurde vom Konkurrenzblatt Nachrichten ausgewälzt. Grothe bestritt Gerüchte und Verkaufsabsichten vehement.
Allerdings hielt Grothe tatsächlich nicht mehr lange durch und wurde dazu gezwungen, einen Käufer und Investor zu finden. Im September 1910 ging die Nordwestdeutsche Zeitungsverlag GmbH in Liquidation, der bisherige Geschäftsführer Grothe wurde zum Liquidator bestellt. Das Unternehmen ging von der GmbH in seinen persönlichen Besitz über.

### Weitere Verlage (1911–1913)
Nach 1910 wechselte die NMZ drei Mal den Besitzer. Vorletzter Eigentümer und Verleger war M. Geo Vogel, der den Verlag im Juli 1911 kaufte. Im Handelsregister wurde das Unternehmen eingetragen als Firma M. Geo Vogel Zeitungs- und Zeitschriftenverlag. Vogel, der später nach Freiburg wechselte, geriet in massive Finanzschwierigkeiten, zahlte seinen Angestellten wochenlang den Lohn nicht aus, verschwand dann überraschend und hinterließ dem Prokuristen Friedrich Ludwig Widmann chaotische Verhältnisse, die ein ordentliches Konkursverfahren, das am 25. Juni 1912 eröffnet wurde, erschwerten. Nach einer ersten Angabe im Konkursverfahren, dass auf 160.000 Mark an Aktiva rund 232.000 Mark Passiva zu rechnen seien, nannte es Widmann „ganz unmöglich, über Aktiva und Passiva ein auch nur annähernd richtiges Bild zu bekommen“. Vogels Konkurs war erst 1915 abgeschlossen.
Im Juli 1912 erwarb als letzter Haupteigentümer die Oldenburger Papiergroßhandlung und Buchdruckerei Ferdinand Würdemann den Verlag, die Immobilie Kaiserstraße 10 und die Technik. Verleger und Herausgeber der NMZ wurde Adolf Würdemann. Jedoch gab Würdemann nach nur acht Monaten die Tageszeitungspublikation auf, um sich auf die angestammten Geschäftsfelder der Firma Ferd. Würdemann zu konzentrieren. Er verlegte die Geschäfts- und Lagerräume des Papier- und Buchdruckereiunternehmens, die sich bisher in der Staustraße 12 und Staulinie befanden, in das Gebäude der NMZ Kaiserstraße 10. Einen Teil des technischen Betriebs der Morgen-Zeitung behielt Würdemann, um damit die eigene Buchdruckerei zu verstärken; der Rest wurde an den Konkurrenzverlag Scharfs, der die Nachrichten für Stadt und Land publizierte, veräußert. Die NMZ erschien am 30. März 1913 mit ihrer letzten Ausgabe. Mit Bezug auf ihre Vorläufer zählte man den 99. Jahrgang. Der Handel führte zu Missverständnissen. Ausdrücklich erklärte der Scharf-Verlag, er habe nur technisches Material der NMZ, nicht aber die Zeitung erworben.

## Archivierung
Die Zeitung ist ausschließlich in Jahrgangsbänden der gedruckten Ausgaben in der Niedersächsischen Landesbibliothek Oldenburg erhalten und einsehbar. Sie wurde bisher (Stand Januar 2023) nicht digitalisiert. Die Konkurrenzzeitung Nachrichten für Stadt und Land (Scharf) wurde hingegen digitalisiert (1867–1938). Dort sind vielfach Hinweise auf Artikel in der NMZ enthalten, und auch die Auseinandersetzungen 1906–1907 sind teildokumentiert.